# Toyota Hybrid-X Concept
O Hybrid-X Concept é um protótipo apresentado pela Toyota no Salão de Genebra de 2007.